# Pholodes atrifasciata
Pholodes atrifasciata là một loài bướm đêm trong họ Geometridae.